# Superiore anno
Superiore anno von Papst Leo XIII.  ist die zweite Enzyklika über den Rosenkranz, sie wurde am 30. August 1884 veröffentlicht und trägt den Untertitel „Der Rosenkranz und die Beharrlichkeit des Betens“.

## Zur Bedeutung des Rosenkranzes
Bezugnehmend auf die Enzyklika Supremi apostolatus officio vom 1. September 1883, erinnert der Papst daran, dass seinerzeit angeordnet worden sei, das Rosenkranzgebet mit großer Andacht zu beten. Nun stelle er fest, dass diesem Wunsch mit großem Eifer gefolgt würde und dass dieses Gebet zur Gnade Gottes führen würde. Papst Leo XIII. konstatiert, dass der Bedarf nach großer Frömmigkeit und Gebet weiterhin Bestand habe. Deshalb müsse diese Gebetsweise, er benennt sie „Marianischen Rosenkranz“, fortgesetzt werden, es dürfe in der Intensität nicht nachgelassen werden. Des Weiteren zählt er einige Ereignisse auf, bei denen das gläubige Gebet und der starke Willen der Personen zu einem gütigen Ende geführt werden konnte. Für Italien und Frankreich erbittet er den besonderen Schutz durch das Rosenkranzgebet, da diese von einer asiatischen Seuche befallen seien, und diese „unreine Pest“ von uns abgehalten werden solle.

## Der Rosenkranzmonat Oktober
Bezüglich des bevorstehenden Oktobers, in dem die katholische Welt das Rosenkranzfest begehe, gelte weiterhin die Anweisung aus dem vergangenen Jahr. Der Papst beschließt und befiehlt, die Fortsetzung des Betens von wenigstens fünf Dekaden des Rosenkranzes. Es würden alle Ablässe, die im letzten Jahr verliehen wurden, erneuert. Diese Ablässe würden allen denen verliehen, die an den bestimmten Tagen das Rosenkranzgebet verrichten würden.

## Quelle
- Sämtliche Rundschreiben, erlassen von Unserem Heiligsten Vater Leo XIII., durch göttliche Vorsehung Papst. Vierte Sammlung (1881–1885), Herdersche Verlagsbuchhandlung, Freiburg im Breisgau 1904, S. 7–35.